# Christoph Veit
Christoph Veit (* 23. November 1948 in Aschaffenburg) ist ein deutscher Arzt und war Sanitätsoffizier der Bundeswehr, zuletzt im Dienstgrad Generalarzt. Er ist seit Dezember 2010 im Ruhestand, zuvor war er seit 2008 Stabsabteilungsleiter I im Führungsstab des Sanitätsdienstes (FüSan) im BMVg.  Von 2004 bis 2008 war er Chefarzt des Bundeswehrzentralkrankenhauses Koblenz. Von 2009 bis 2016 war Veit Präsident der Deutschen Gesellschaft für Wehrmedizin und Wehrpharmazie. Ende 2018 wurde er zum Ehrenpräsidenten gewählt.

## Leben
Veit studierte von 1968 bis 1974 Medizin an den Universitäten Bonn und Graz. Nach der Promotion an der Johannes Gutenberg-Universität Mainz im Jahr 1976 trat er 1977 in die Bundeswehr ein. Nach Verwendungen als Truppenarzt und am damaligen Bundeswehrkrankenhaus in München erfolgte von 1979 bis 1982 die Weiterbildung zum Wehrhygieniker und auf dem Gebiet der Tropenmedizin. Von 1982 bis 1987 war er als  Wehrbereichshygieniker in der Abteilung Sanitäts- und Gesundheitswesen des früheren Wehrbereichskommandos VI in München tätig. Im Anschluss folgten bis 1992 mehrere Verwendungen  als Referent in der Inspektion des Sanitäts- und Gesundheitswesens (InSan), danach war er im Dienstgrad Oberstarzt bis 1994 Leitender Sanitätsoffizier (LSO) und Leitender Hygieniker des Heeres im Heeresamt und von 1995 bis 1996 LSO im Heeresunterstützungskommando. 1996 kehrte er zurück in das Verteidigungsministerium und bekleidete dort bis 1998 den Dienstposten als Referatsleiter  InSan I 2 (Heilfürsorge) und danach bis 2002 InSan I 1 (Grundsatz Wehrmedizin). Nach einer Verwendung als Abteilungsleiter Med. ABC-Schutz im Sanitätsamt der Bundeswehr wurde er 2004 Chefarzt des Bundeswehrzentralkrankenhauses, 2005 zum Generalarzt befördert und ist seit 2008 Stabsabteilungsleiter FüSan I. Zuvor war er für vier Monate Medical Advisor Com ISAF in Kabul.
Veit ist Arzt für Öffentliches Gesundheitswesen. Er ist verheiratet und Vater von zwei Töchtern und zwei Söhnen.